# مکتب در فرایند تکامل

کتاب مکتب در فرایند تکامل با عنوان فرعی «نظری بر تطور مبانی فکری تشیع در سه قرن نخستین»، ترجمهٔ کتاب «بحران و تثبیت در دوره تکوینی اسلام شیعی؛ ابوجعفر ابن قبه رازی و سهم او در اندیشهٔ شیعیِ امامی» است که در سال ۱۹۹۳ از سوی انتشارات داروین به قلم سید حسین مدرسی طباطبایی در شهر پرینستون منتشر شد. هاشم ایزدپناه کتاب را به فارسی ترجمه کرد.
ویرایش جدید این کتاب با ترجمهٔ «هاشم ایزد پناه» در سال ۱۳۸۶ با مجوز وزارت ارشاد، به‌طور عمومی و رسمی منتشر شد.

## محتوا
سید حسین مدرسی طباطبائی در مقدمه ویرایش جدید کتاب می‌نویسد:

اصل انگلیسی کتاب بدین گونه بیست سالی پیش ازاین، برای حال و هوایی دیگر و در پاسخ به نیازی در شرایط زمانی و مکانی و فرهنگی خاص تدوین شده بود. در آغاز بر این باور بودم که به خاطر همین مسائل جنبی مطرح شده در کتاب، برگردان فارسی آن سودمند نیست چه برخی از مباحث زمینه‌ساز تدوین آن در جوامع ما مطرح نبود و تحریک ساکن، موجبی نداشت. حتی وقتی کتاب به هر صورت در آمریکا ترجمه شد خوشدل بودم که در ایران جز چند نسخه بسیار معدود[زیراکس]، چیزی از آن در دسترس قرار نگرفت…
بر سر هم، اکنون پس از گذشت سال‌ها به نظر می‌رسد که دیگر آن ملاحظات پیشین، زمینه‌ای ندارد. 

## واکنش‌ها
سعید بهمن‌پور، در مصاحبه‌ای با ویژه‌نامهٔ دین و مدرنیته، از نخستین کسانی بود که به این کتاب اشاره کرد و دیدگاه‌های محسن کدیور را زیر تأثیر آن دانست. از نظر بهمن‌پور روشِ به کار رفته در کتاب «مکتب در فرایند تکامل» در ادامهٔ سنت شرق‌شناسانی چون ایگناز گلدزیهر و یوزف شاخت است. اما خود وی در مصاحبه‌ای، برخی از دیدگاه‌های مشابه با کتابش، از جمله دیدگاه محسن کدیور را که در سلسله سخنرانی‌ها و مقالات «بازخوانی شیعه» منتشر شده بود را متفاوت می‌داند. حسن انصاری این کتاب را «تحقیق نمونه» نامیده و گفته‌است:

استاد مدرسی نمونه عالی یک محقق آگاه به موضوع و به منابع تحقیق است… کتاب دکتر مدرسی نمونه یک کار بزرگ و محققانه است که هم مبتنی بر تتبع و تحقیق آگاهانه است و هم در آن از آمیختن مسائل و درافتادن در خلط موضوعات و ارائه «نظریه» پردازی‌های بزرگ اما بی‌دلیل و ایدئولوژیک زده خودداری شده‌است. این کتاب در کنار دیگر فوائد آن، نمونه‌ای است مهم برای درک درست شیوه و مهندسی تحقیق.
اما چند تن از نویسندگان مانند محمد تقی سبحانی و حسن طارمی راد نیز بر این کتاب نقدهایی وارد کرده‌اند که نویسنده کتاب در چند مقاله به پاره‌ای از اشکالات آنان پاسخ داده‌است.
نویسنده در پاسخ حسن طارمی راد:

آیا این سخن رهنمون بزرگی برای همه ما نیست که بدانیم حرمت اجتماعی و عزت مسلمان چه میزان اهمیت دارد و تا کجا اجازه عمل داده و ایجاد تکلیف می‌کند؟
آیا نباید پیش از آن که به فکر بهره‌گیری از امکانات عظیم ارتباطات مدرن در راه هدایت و جذب توده‌ها و گسترش پیام اسلام بیافتیم مکتب خود و تعالیم آن را برای کسانی که در فرهنگی جز فرهنگ سنتی ما برآمده و الگوهای ذهنی متفاوتی دارند قابل فهم کنیم و دست‌کم‌کاری کنیم که آن سه چهارم دیگر مردم جهان به ما و ارزش‌های ما به دیده احترام بنگرند تا نابکاران نتوانند به آسانی و بی‌نگرانی از مردم خود و عواطف همدردی ملت‌ها، چنین بر ما ستم کنند و آنچه را که خشونت و تبعیض و غیرمتمدنانه بودن احکام اسلام می‌خوانند توجیه اعمال غیرانسانی خود قرار دهند؟

مهدی چهل تنی نیز در مقاله‌ای نوشته‌است که برخی از ارجاعات تاریخی این کتاب گزینشی انجام شده. وی در این مقاله به چند مورد از آنچه که وی اشتباه در ارجاعات تاریخی می‌نامد اشاره می‌کند.
به دنبال انتشار ترجمه فارسی کتاب، اکبر گنجی مقالاتی منتشر نمود که در آن‌ها با استناد به کتاب مکتب در فرایند تکامل، مدعی شد بسیاری از اعتقادات فعلی شیعه از جمله اعتقاد به امام دوازدهم، عید غدیر، زیارت عاشورا و ولایت فقیه برساخته شیعیان و نه حقایق ازلی هستند.
گنجی در ادامه افزود که مطالب مورد ادعای وی اقتضائات تاریخی کتاب مدرسی هستند که ممکن است مطابق با اعتقادات نویسنده کتاب مکتب در فرایند تکامل نیز نباشند.
سید حسین مدرسی طباطبایی نیز در پاسخی به گنجی برداشت وی از کتاب را نادرست دانسته و از کسانی که پیام کتاب را در مسئله مهدی و شمار ائمه درنیافتند تعجب می‌کند:

در آن روزگار برخی از مردمان، این پدیده تاریخی غیر منتظر و انطباق پیشبینی نشده را معجزه خواندند که اگر تعریف الهیات مسیحی را از این مفهوم کلامی در نظر گیریم با آن مفهوم و با فکر حضور خدا در روند تاریخ بیگانه نیست، و بسیاری نقدها در زبان‌های غربی نشان داد که خوانندگان، همین پیام را از آن کتاب دریافت کرده‌اند. این همهٔ نیت و همت آن کتاب بود. به کسانی که با آن تعریف از مفهوم امامت موافق نیستند حق می‌دهم که در چهارچوب فکری و عقیدتی خود با آن نوشته مخالفت ورزند؛ اما از کسانی که پیام کتاب را در مسئله مهدی و شمار ائمه درنیافتند تعجب می‌کنم.

## نقدها
نقدهایی به این کتاب وارد شد. این نقدها به دو دسته روشی و محتوایی است.

### اشکالات روشی
منتقدین از حیث روش‌شناختی به این کتاب نقدهای متعدد وارد کردند:
- نویسنده در اثبات نظریه خود دارای جهت‌گیری تأیید است یعنی او اخبار و احادیث مؤید دیدگاه خود را ذکر کرده اما آن‌ها که ناقض دیدگاه او هستند را نادیده گرفته‌است.
- نویسنده با ذکر ادعای تحریفی بودن محتوای کتب حدیثی نخستین شیعه، صحت محتوای آن‌ها را زیر سؤال برده‌است و بدین ترتیب راه هر گونه بحث متقابل را بسته‌است اما در عین حال به همان کتب آن‌جا که برای اثبات ادعای خود به آن‌ها نیاز داشته‌استناد کرده‌است.
- نویسنده در جایی از کتاب ادعا می‌کند که مدرسهٔ حدیثی قم در پی زدودن احادیث غالیان از کتب حدیثی بوده و بدین ترتیب مصادر حدیثی مدرسهٔ قم را پاکیزه معرفی می‌کند. اما بعداً برای اثبات نظرات خود به نمونه‌هایی از احادیث غالیان از کتب مدرسهٔ قم ارائه کرده و بدین ترتیب ادعای قبلی خود را نقض می‌کند.
- نویسنده همچنین یک تعریف حداکثری از غلو دارد به طوری که هر روایتی که با نظر و دیدگاه شخصی او در این باره تعارض دارد را به اتهام برساختهٔ غلات بودن رد می‌کند.
- نویسنده در مواردی بدون نقل الفاظ احادیث به آن‌ها استناد کرده و تفسیر خود را از آن‌ها رائه داده‌است. او در مواردی احادیث را به‌طور تقطیع شده نقل کرده در حالی که متن کامل آن احادیث مخالف برداشت او می‌باشد. این باعث می‌شود مخاطبِ ناآشنا به متون روایی با اعتماد به نویسده برداشت او را بپذیرد در حالی که از متن اصلی و کامل آگاهی ندارد.
- نویسنده برای بعضی ادعاهای کوچک مستندات زیادی ذکر می‌کند اما در مورد بعضی ادعاهای بزرگ هیچ سندی ذکر نمی‌کند.

### اشکالات محتوایی
- مؤلف ادعای خلافی را به قاطبهٔ محدثین شیعه و سنی نسبت می‌دهد: این که آن‌ها در کتاب‌های خود احادیثی را نقل می‌کنند که خودشان بدان اعتقاد ندارند در حالی که چنین رویه‌ای تنها در بین گروهی به نام حشویه رایج بوده که جایگاهی در میان مسلمانان نداشتند.
- مؤلف در عنوان و موضوع فصل اول و دوم خود از دو اصطلاح بشری و فوق‌بشری برای اهل بیت استفاده کرده‌است در حالی که این دو اصطلاح را دقیق تعریف نکرده‌است. او ادعا می‌کند که صفات بشری ائمه شیعه از جمله عصمت، نصب، علم و واجب الطاعت بودن معلول الزامات و اقتضائات سیاسی و اجتماعی بوده در حالی که صفات فوق‌بشری آن‌ها ساخته غلاتی بوده که بعداً به کتب حدیثی شیعه وارد شده بدون این که راویان متوجه ساختگی بودن این‌ها شوند. او صفات علم و واجب الطاعت بودن ائمه را می‌پذیرد اما دو صفت دیگر را ناشی از تضعیف موقعیت سیاسی ائمه در دوره امام محمدباقر و امام جعفر صادق می‌داند چنان‌که شیعیان با ملاحظه این شرایط مجبور شدند با سلب توجه از عقیدهٔ امامت سیاسی آن‌ها به امامت دینی‌شان قائل شوند و لذا عقایدی مثل علم لدنی و عصمت و معجزات برای آن‌ها مطرح کنند. اما این ادعا «بسیار عجیب و غریب» و «سخت گزاف» است چرا که در تضاد با روایات و مصادر تاریخی متعدد است. حداقل شصت مدرک تاریخی شیعه و سنی به قول امام علی و دیگر ائمه وجود دارد که به صراحت و بعضاً علنی این ویژگی‌ها را به ائمه نسبت می‌دهند. به علاوه بر خلاف نظر نویسنده امامت سیاسی برای ائمه با وجود فراز و نشیب در فعالیت سیاسی آن‌ها همیشه ثابت بوده و به همین دلیل آن‌ها از طرف حاکمین وقت تحت حبس و فشار قرار می‌گرفتند. همچنین قرآن مقاماتی مثل معجزه و علم غیب را به برخی انبیاء و اولیاء الهی در گذشته نسبت داده‌است که ثابت می‌کند این مقامات غلو نیست.
- تنها سند ادعای نویسنده بر سابقه نداشتن اندیشه عصمت پیش از امام صادق نیز مقالهٔ ویلفرد مادلونگ در دائرةالمعارف اسلام است. نویسنده اسناد دست اول را نادیده گرفته‌است. به علاوه محتوای سند ذکرشدهٔ مادلونگ برای این ادعا نیز نظر او را تأیید نمی‌کند. عقیده عصمت گرچه بعداً در میان شیعیان مشهور گردید اما اسنادی هست که اصحاب خاص امیرالمؤمنین و دیگر امامان به معصومیت ایشان باور داشتند.[۲۲]